# Rue Roger-Violi
La rue Roger-Violi est une petite rue du quartier des pentes de la Croix-Rousse à Lyon, en France. Elle relie la place Tolozan à la place Croix-Paquet à l'intersection entre rue d'Alsace-Lorraine et grande rue des Feuillants (en haut) et  le quai André-Lassagne (en bas). Elle croise la rue Royale.
Elle porte le nom du résistant Roger Violi (1919-1943). Elle se serait appelée rue Dauphine par le passé.

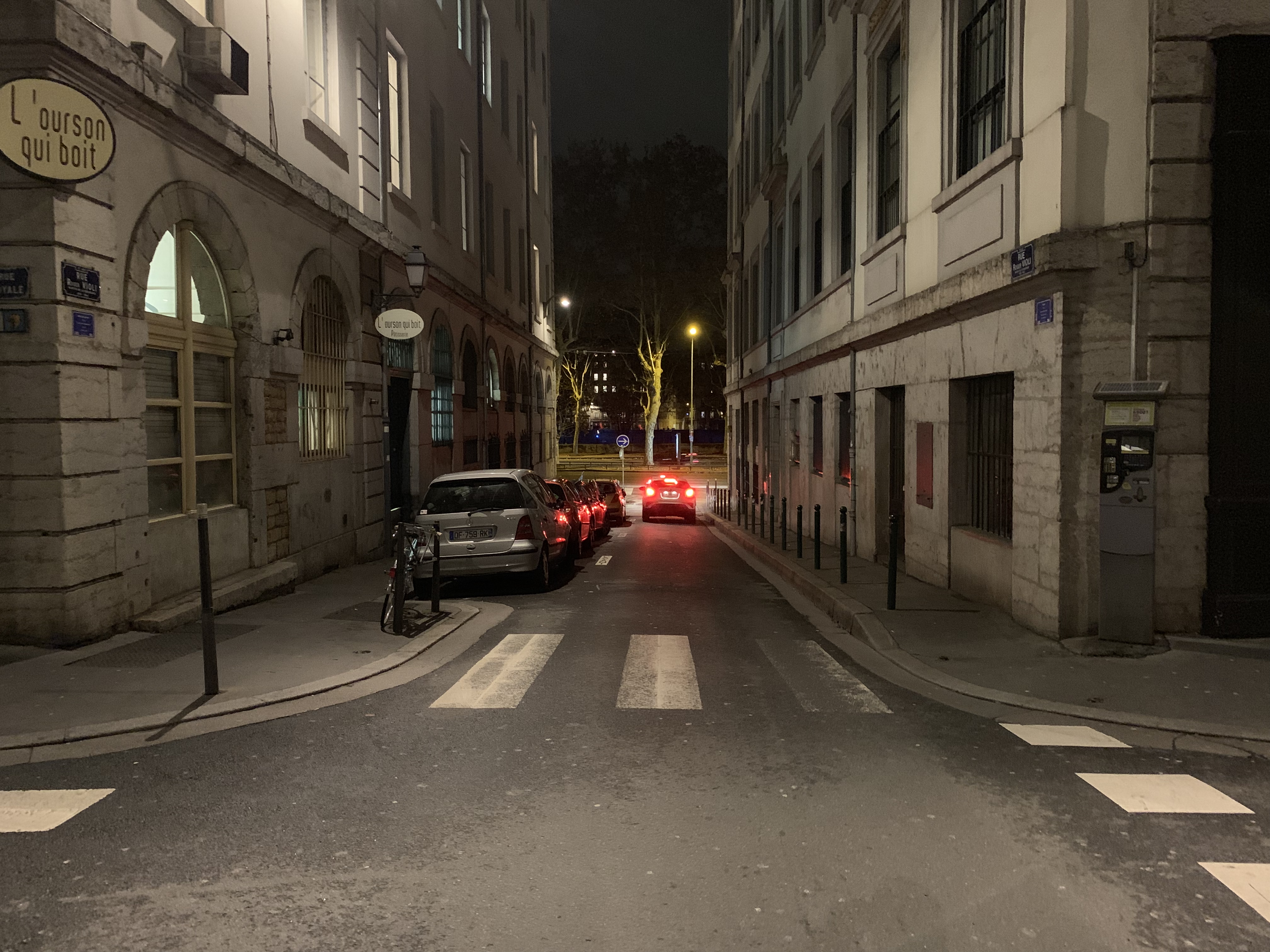
Vue de la rue de nuit.
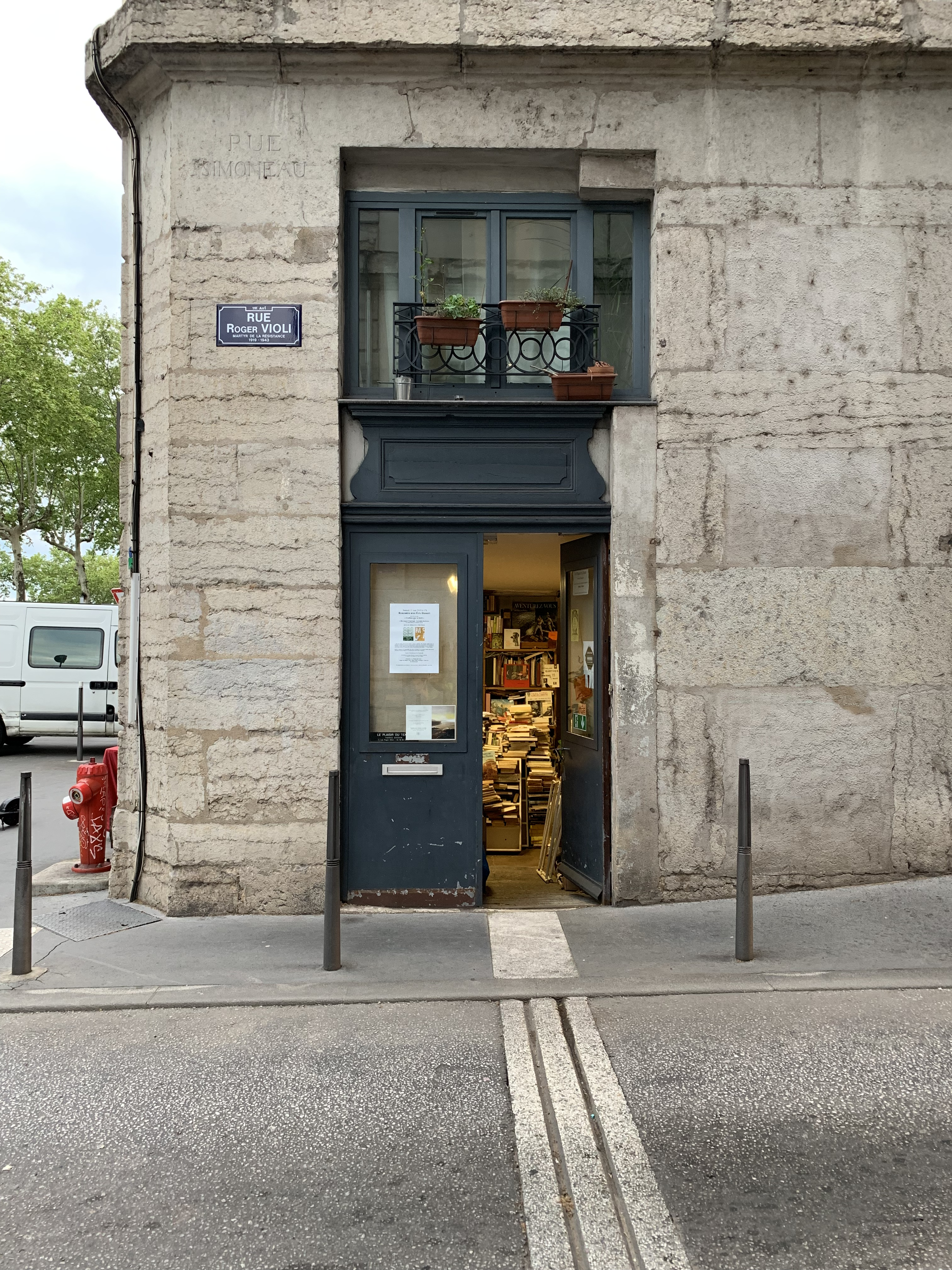
Bouquiniste au bas de la rue.
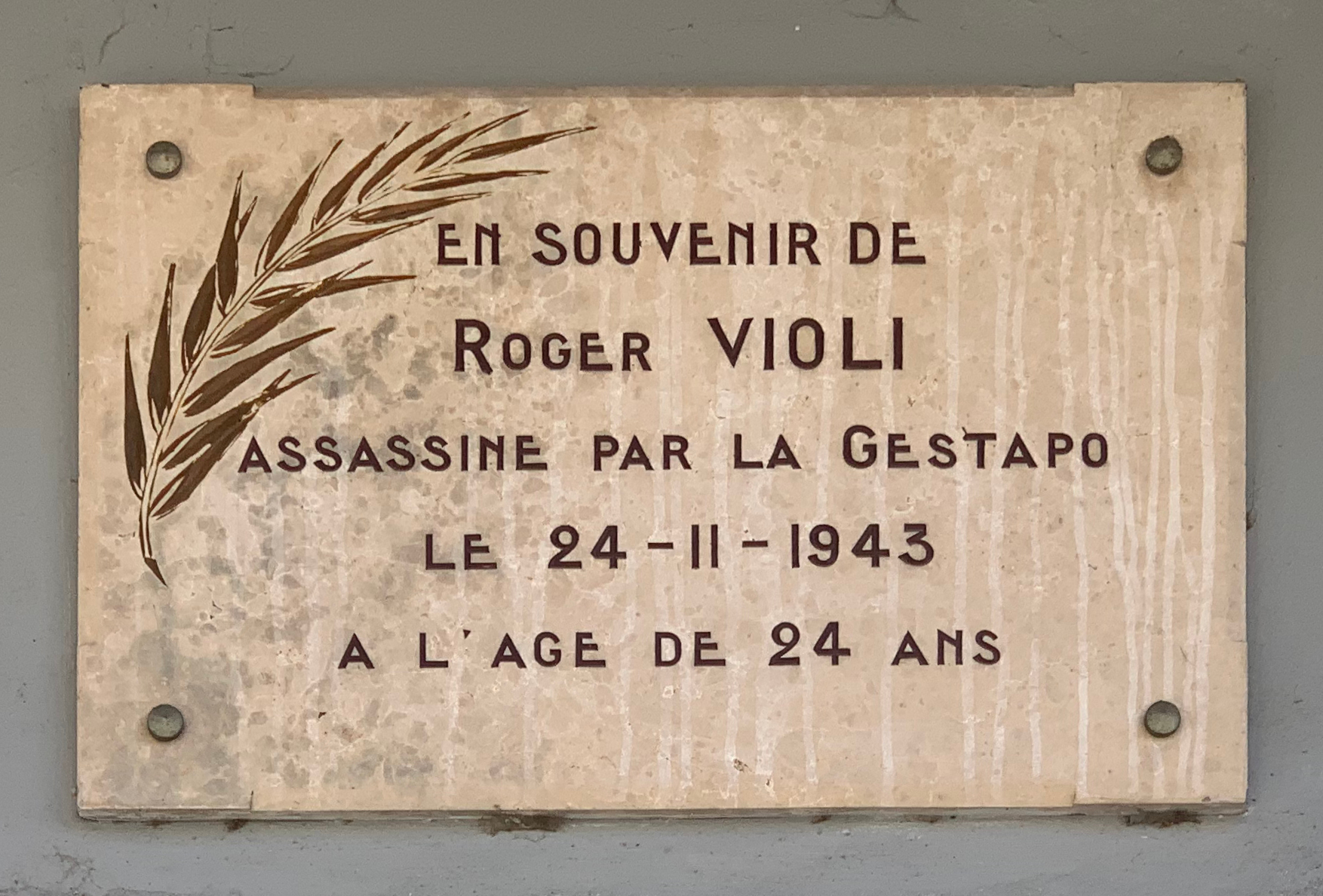
La plaque en hommage à Roger Violi, rue Garibaldi à Lyon.